# 3D龍事件
3D龍事件（日語：ポケモン（ポリゴン）事件），亦稱宝可梦動畫事件（日語：ポケモンショック），是指1997年12月16日星期二在東京電視臺播出的電視動畫《宝可梦》第38集電腦戰士3D龍中，由於在該集的後半段畫面閃動過於頻繁，導致部分觀眾感到不適及暈倒，並造成685人送醫院治療，成為全球史上引發癲癇突發症狀最多人數的電視節目。此後《宝可梦》第38集被永久禁播，海外授權版亦不曾播放此集，但網路上依然可以找到。之後，《宝可梦》裡的3D龍（現翻譯為多邊獸）以及其進化多邊獸Ⅱ、多邊獸Z迄今再也沒有出現在電視動畫中，儘管其和造成此事件的起因並無直接關聯。
这是日本动画界的一件大事，让《宝可梦》一度停播。

## 事件起因
1997年12月16日下午6時30分，東京電視臺播出《神奇寶貝》第38集電腦戰士3D龍，由於該集後半段多為電腦世界中的場景，因此運用與平常不同的動畫技術處理場景中數度出現的爆炸特效；下午6時51分34秒，播放至導彈被皮卡丘使用電擊引爆的片段時，發出強烈且頻繁紅藍交替的閃光。播出後觀眾投訴在觀看後出現眼花、頭疼及噁心的症狀，嚴重者甚至暫時失明、抽搐和昏迷。根據日本消防部門統計，一共有685名兒童送院治療，雖有部分已經在送院途中自行恢復，但仍有150名兒童需送院，有兩人住院超過3星期。
事後調查所得，根據日本動畫製作慣用手法，常以不同顏色交替閃爍的方法突出爆炸場景，以求造成視覺暫留的震撼效果，同時也可節省製作成本。在該集動畫片中，為突出“電腦世界”的效果，爆炸片段采用紅藍幀交替的方法製作，但替換頻率高於正常動畫製作標準，高達每秒12幀，長約5秒。如此頻繁的閃光會影響腦部的控制，引起類似癲癇病的光敏性癲癇（Photosensitive epilepsy，亦稱光敏感性癲癇症，縮寫簡稱PSE），而動畫片觀眾多為兒童，對此較為敏感，同時一般集中精神觀看，因此不適者多為兒童。

## 後續影響
這個社會事件風波之大，不僅迫使《宝可梦》被勒令停播、直到1998年4月16日才接下去播出第39集，也讓當時同樣播送中的電視動畫《神劍闖江湖》、《少女革命》、《烈火之炎》等作品的畫面必須重新剪輯。然後，NHK與日本民間放送聯盟在1998年4月8日共同協議推動電視節目開頭警語的標示規章。從這一天開始，一些日本電視節目（特別是動畫節目）開始加上這些警語：（觀看電視節目時，請保持室內明亮、不要太靠近電視機。※針對一般觀眾）、（觀賞電視動畫的時候，記得先把室內電燈打開，而且不要太靠近觀看喔。 ※針對兒童觀眾）
1998年4月16日7時正，東京電視臺在觀眾強烈要求下復播《宝可梦》，復播後第39集從原計劃《迷唇姐的圣誕節》改播為特別篇《皮卡丘的森林》，而《迷唇姐的圣誕節》則延後推出。全球其他地區都不再播放事件中涉及的第38集，而動畫版本後作中不再加入多邊獸及其進化版多邊獸2、多邊獸Z，此外在廣告前後的「我是誰」也於復播後取消閃電動畫的特效。
後來，《宝可梦》動畫組汲取了此次事件的經驗教訓，决定制作更嚴謹，才使《宝可梦》重新播出，恢复了以往的人氣。
在電視動畫以外，《林克的冒险》于2003年GameCube再版及2004年的Game Boy Advance再版把死亡动画以纯红色背景替代了闪光效果，游戏画面和声音亦多处微调。

## 类似事件
2007年6月4日，伦敦2012奧運會的宣傳預告片也因類似的畫面處理不當，色块变换过快，引发了部分观众癫痫发作。
2011年推出的電影也發生此現象，由於紅白色塊快速更換，造成美國數名電影觀眾癲癇發作送醫。

## 外部連結
- 神奇宝贝百科上的宝可梦动画事件（简体中文） （页面存档备份，存于）（中文）